# ویرشاید
ویرشاید (به آلمانی: Wirscheid) یک شهر در آلمان است که در وستروالدکرایس واقع شده‌است. ویرشاید ۳۱۶ نفر جمعیت دارد.